# AS-I
La AS-I, también conocida como Autovía Minera, es una vía de comunicación que pertenece a la Red Regional de Carreteras del Principado de Asturias. Tiene una longtitud de 34,5 km y une las localidades de Mieres y Gijón, atravesando los concejos asturianos de Mieres, Langreo, Siero, Noreña y Gijón.
Empieza en el enlace 46 de la Autovía Ruta de la Plata (A-66), y finaliza en la Avenida del Llano de Gijón.

## Historia
Al igual que la AS-II, fue un proyecto del gobierno de Sergio Marqués, y su financiación corrió a cargo de los fondos del Plan 1998-2005 de la Minería del Carbón y Desarrollo Alternativo de las Comarcas Mineras, firmado entre los sindicatos y el gobierno de José María Aznar. Se empezó a construir a finales del año 2000 y se inauguró el 23 de marzo de 2003, aunque el enlace de Mudarri (Siero), que la conecta con la A-64, no se abrió hasta 2012. El gran enlace viario que supuso la conexión con la avenida del Llano y la autopista del Cantábrico, en el sur del barrio de Ceares, Gijón, no abriría hasta 2007.
Recibe comúnmente el nombre de Autovía Minera ya que discurre por los principales valles mineros y carboneros asturianos, partiendo desde Mieres, en pleno corazón de la cuenca del Caudal, atravesando Langreo, en la zona baja de la cuenca del Nalón, Carbayín, Pumarabule, etc., para adentrarse en el concejo de Gijón por las cercanías de Mina La Camocha. Ofrece una comunicación directa entre Gijón y la meseta central española, lo que permite no atravesar el área de influencia de Oviedo, descargando de tráfico la A-66 (conocida como "Y"). El trayecto Siero-Gijón también sustituye a la histórica Carretera Carbonera, abierta en 1842.

## Tramos
| Denominación | Tramo                                       | Año servicio                                          | Longitud (km) |
| ------------ | ------------------------------------------- | ----------------------------------------------------- | ------------- |
| AS-I         | Tramo I: Mieres - Riaño                     | Tramo original: 2002 Enlace de La Peña (Mieres): 2006 | 10,4          |
| AS-I         | Tramo II: Riaño - Siero                     | Tramo original: 2002 Enlace de Mudarri (Siero): 2012  | 7,2           |
| AS-I         | Tramo III: Siero - Enlace de Alto la Madera | Tramo original: 2003 Enlace de Mudarri (Siero): 2012  | 6,6           |
| AS-I         | Tramo IV: Enlace de Alto la Madera - Gijón  | Tramo original: 2003 Enlace de Ceares (Gijón): 2007   | 9,4           |

## Recorrido
| Esquema | Salida | Sentido Gijón (ascendente)                                      | Sentido Mieres del Camino (descendente)                         | Carretera                  | Notas |
| ------- | ------ | --------------------------------------------------------------- | --------------------------------------------------------------- | -------------------------- | ----- |
|         |        |                                                                 | Mieres (sur) León Figaredo                                      | A-66 AS-375                |       |
|         | 0A     |                                                                 | Oviedo                                                          | A-66                       |       |
|         | 0B     |                                                                 | Mieres (centro urbano) Langreo Cardeo - Ablaña El Padrún        | AS-117 N-630 AS-375        |       |
|         |        | Túnel San Tirso - 450 m                                         |                                                                 |                            |       |
|         | 9      | Olloniego Langreo                                               | Olloniego Langreo                                               | AS-116 AS-117              |       |
|         |        | Túnel de La Zorera - 675 m                                      |                                                                 |                            |       |
|         | 14     | Bendición El Berrón Gargantada                                  | Bendición El Berrón Gargantada                                  | AS-376                     |       |
|         | 17     | El Berrón Oviedo - Pola de Siero - Santander                    |                                                                 | AS-376 A-64                |       |
|         | 17A    |                                                                 | Pola de Siero - Santander                                       | A-64                       |       |
|         | 17B    |                                                                 | El Berrón Oviedo                                                | AS-376 A-64                |       |
|         | 19     | Pola de Siero - La Ferrera - Noreña                             | Pola de Siero - La Ferrera - Noreña                             |                            |       |
|         |        | Túnel Picaplana - 340 m                                         |                                                                 |                            |       |
|         | 23     | La Madera - Anes Muño                                           | La Madera - Anes Muño                                           | AS-376 SI-15               |       |
|         |        | Túnel Calabaza - 280 m                                          |                                                                 |                            |       |
|         |        | Túnel Madera - 267 m                                            | Túnel Madera - 272 m                                            |                            |       |
|         | 31     | Mareo Roces - Porceyo (zonas industriales) Granda               | Mareo Roces - Porceyo (zonas industriales) Granda               | AS-376 AS-377              |       |
|         | 34     | Avilés - Oviedo - aeropuerto Gijón (ronda) - Santander Tremañes | Avilés - Oviedo - aeropuerto Gijón (ronda) - Santander Tremañes | E-70 A-8 GJ-10 AS-19       |       |
|         |        | Gijón (El Llano) Gijón - Pola de Siero Tremañes                 |                                                                 | Av. del Llano AS-377 AS-19 |       |